# Marmosa
Marmosa là một chi động vật có vú trong họ Didelphidae, bộ Didelphimorphia. Chi này được Gray miêu tả năm 1821. Loài điển hình của chi này là Didelphis marina Gray, 1821, by monotypy (incorrect subsequent spelling của Didelphis murina Linnaeus, 1758).

## Hình ảnh

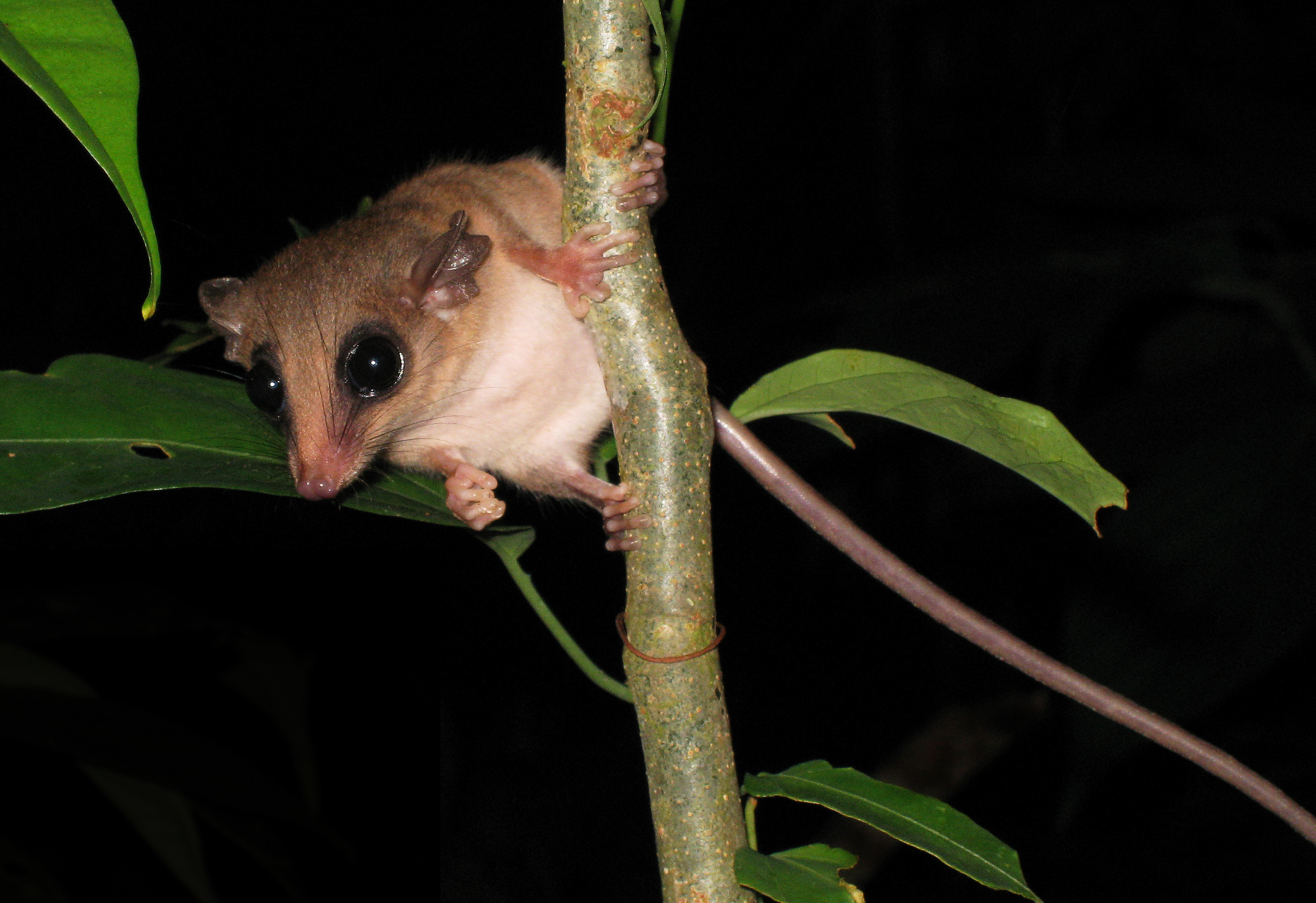

## Các loài
Chi này gồm các loài: